# Aire d'attraction de Nogent-sur-Seine
L'aire d'attraction de Nogent-sur-Seine est un zonage d'étude défini par l'Insee pour caractériser l’influence de la commune de Nogent-sur-Seine sur les communes environnantes. Publiée en octobre 2020, elle se substitue à l'aire urbaine de Nogent-sur-Seine, qui se composait d'une commune dans le zonage de 2010.

### Carte

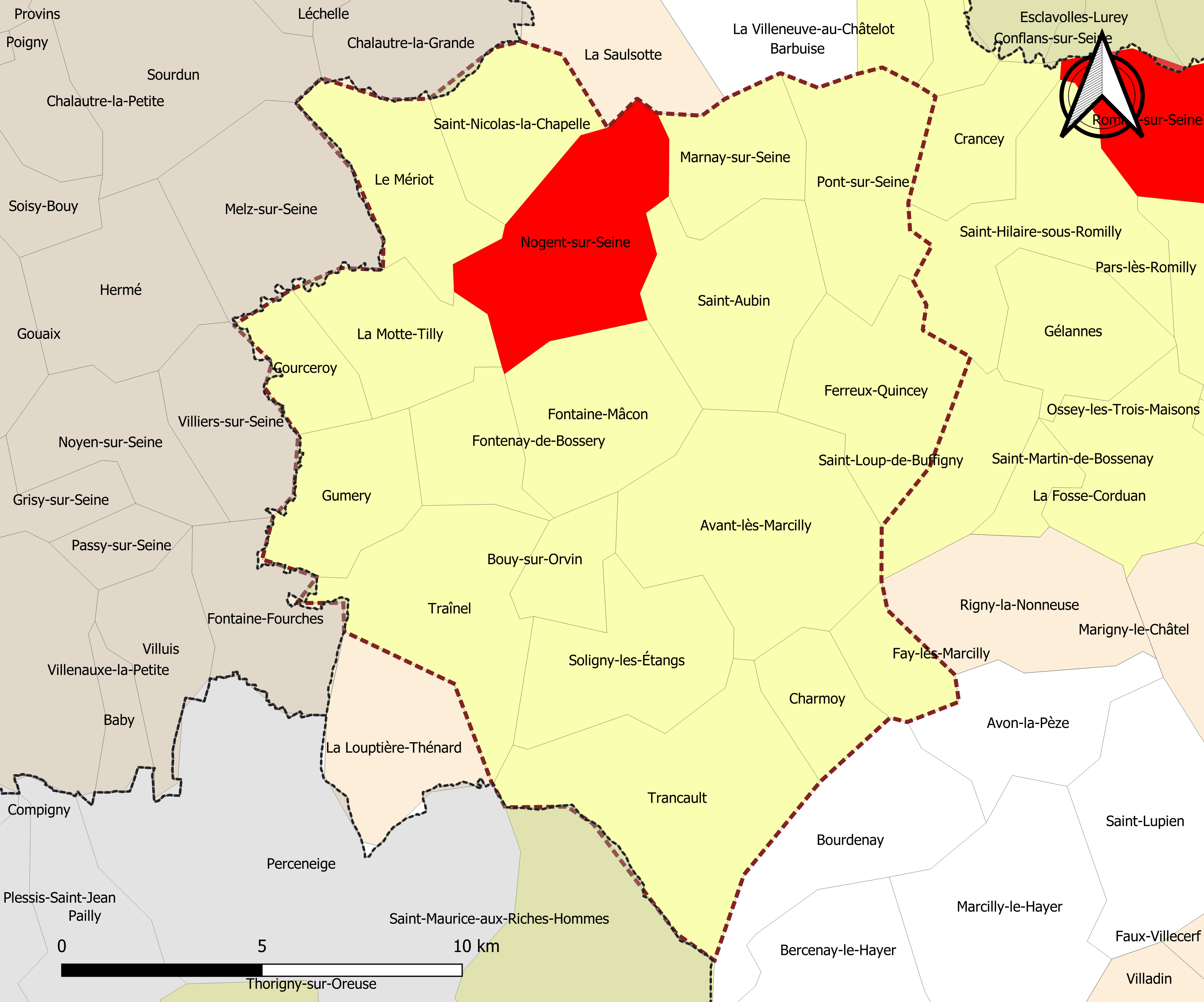
Carte de l'aire d'attraction de Nogent-sur-Seine.
Commune-centre
Commune de la couronne

## Définition
L'aire d'attraction d'une ville est composée d’un pôle, défini à partir de critères de population et d’emploi ainsi que d’une couronne constituée des communes dont au moins 15 % des actifs travaillent dans le pôle. Le pôle d’attraction constitue ainsi un point de convergence des déplacements domicile-travail,.

## Géographie
L’aire d'attraction de Nogent-sur-Seine est une aire intra-départementale qui comporte 19 communes dans l'Aube. 

### Composition communale
| Nom                               | Code Insee | Département | Statut                 | Superficie (km2) | Population (dernière pop. légale) | Densité (hab./km2) | Modifier                                    |
| --------------------------------- | ---------- | ----------- | ---------------------- | ---------------- | --------------------------------- | ------------------ | ------------------------------------------- |
| Nogent-sur-Seine (commune-centre) | 10268      | Aube        | commune-centre         | 20,08            | 5 673 (2022)                      | 283                | modifier les données · modifier les données |
| Avant-lès-Marcilly                | 10020      | Aube        | commune de la couronne | 27,62            | 513 (2022)                        | 19                 | modifier les données · modifier les données |
| Bouy-sur-Orvin                    | 10057      | Aube        | commune de la couronne | 6,70             | 54 (2022)                         | 8,1                | modifier les données · modifier les données |
| Charmoy                           | 10085      | Aube        | commune de la couronne | 6,89             | 63 (2022)                         | 9,1                | modifier les données · modifier les données |
| Courceroy                         | 10106      | Aube        | commune de la couronne | 6,69             | 147 (2022)                        | 22                 | modifier les données · modifier les données |
| Fay-lès-Marcilly                  | 10146      | Aube        | commune de la couronne | 5,76             | 84 (2022)                         | 15                 | modifier les données · modifier les données |
| Ferreux-Quincey                   | 10148      | Aube        | commune de la couronne | 15,32            | 405 (2022)                        | 26                 | modifier les données · modifier les données |
| Fontaine-Mâcon                    | 10153      | Aube        | commune de la couronne | 16,01            | 618 (2022)                        | 39                 | modifier les données · modifier les données |
| Fontenay-de-Bossery               | 10154      | Aube        | commune de la couronne | 8,40             | 70 (2022)                         | 8,3                | modifier les données · modifier les données |
| Gumery                            | 10169      | Aube        | commune de la couronne | 10,92            | 220 (2022)                        | 20                 | modifier les données · modifier les données |
| Marnay-sur-Seine                  | 10225      | Aube        | commune de la couronne | 10,10            | 235 (2022)                        | 23                 | modifier les données · modifier les données |
| Le Mériot                         | 10231      | Aube        | commune de la couronne | 12,60            | 617 (2022)                        | 49                 | modifier les données · modifier les données |
| La Motte-Tilly                    | 10259      | Aube        | commune de la couronne | 11,59            | 369 (2022)                        | 32                 | modifier les données · modifier les données |
| Pont-sur-Seine                    | 10298      | Aube        | commune de la couronne | 16,15            | 1 117 (2022)                      | 69                 | modifier les données · modifier les données |
| Saint-Aubin                       | 10334      | Aube        | commune de la couronne | 17,76            | 591 (2022)                        | 33                 | modifier les données · modifier les données |
| Saint-Nicolas-la-Chapelle         | 10355      | Aube        | commune de la couronne | 11,54            | 75 (2022)                         | 6,5                | modifier les données · modifier les données |
| Soligny-les-Étangs                | 10370      | Aube        | commune de la couronne | 15,94            | 259 (2022)                        | 16                 | modifier les données · modifier les données |
| Traînel                           | 10382      | Aube        | commune de la couronne | 19,99            | 1 064 (2022)                      | 53                 | modifier les données · modifier les données |
| Trancault                         | 10383      | Aube        | commune de la couronne | 26,80            | 181 (2022)                        | 6,8                | modifier les données · modifier les données |

## Démographie
Cette aire est catégorisée dans les aires de moins de 50 000 habitants, une catégorie qui regroupe 12,2 % de la population au niveau national,.